# Kakogawa
Kakogawa (japanska: 加古川市?, Kakogawa-shi) är en stad i Hyōgo prefektur i Japan. Staden fick stadsrättigheter 1950 och 
har sedan 2002
status som speciell stad
(japanska: 特例市?, Tokureishi) enligt lagen om lokalt självstyre.